# Cepora laeta
Cepora laeta är en fjärilsart som först beskrevs av William Chapman Hewitson 1862.  Cepora laeta ingår i släktet Cepora och familjen vitfjärilar. Inga underarter finns listade i Catalogue of Life.

## Bildgalleri

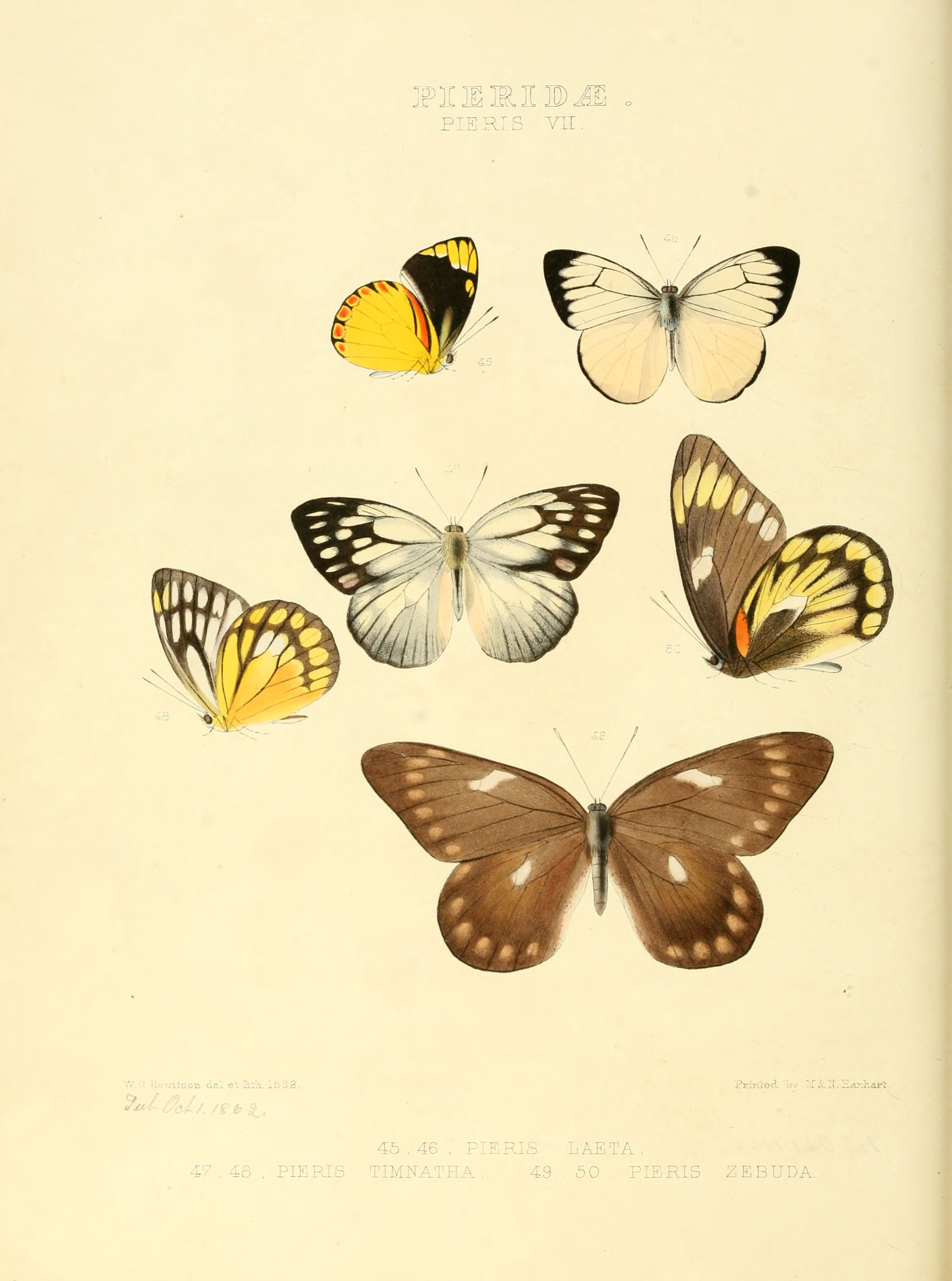